# Eindenhout
Eindenhout is een historische buitenplaats en natuurgebied in de Noord-Hollandse stad Haarlem. De buitenplaats is gelegen aan de Wagenweg, in het stadsdeel Haarlem Zuid-West, binnen het Haarlemmerhoutkwartier. De voormalige buitenplaats ligt aan het westelijk uiteinde van de historische Spanjaardslaan. Het bijbehorende hoofdgebouw, gebouwd in 1793 in neoclassicistische stijl, staat bekend als Huis Eindenhout en wordt in de volksmond ook wel het Huis met de Beelden genoemd, een verwijzing naar de twee marmeren sfinxen die het bordes flankeren.
De buitenplaats kent een lange geschiedenis die teruggaat tot de 17e eeuw, toen zich op deze plek een herberg bevond met de naam Het Dronckenhuisje. In de 18e eeuw werd het terrein ontwikkeld tot buitenplaats. In de 19e eeuw werd Eindenhout eigendom van verschillende adellijke families. In de tuin werden in deze periode diverse elementen toegevoegd, waaronder een theekoepel aan de Leidsevaart en de genoemde sfinxbeelden.
In de 20e eeuw raakte het landgoed in verval. Na een periode van verwaarlozing, waarin het terrein deels verwilderde werd het hoofdgebouw in de jaren 1970 gerestaureerd en verbouwd tot acht appartementen. Sindsdien werd het omliggende terrein grotendeels aan de natuur overgelaten en is het in gebruik als natuurreservaat.
In 2020 werd Huis Eindenhout aangekocht door Stadsherstel Amsterdam, die het pand grondig liet restaureren met oog voor de oorspronkelijke architectuur en kleurstelling. Ook het bijbehorende tempeltje, dat in 2009 al was gerestaureerd, maakt deel uit van het beschermde ensemble. Zowel het huis als het koepeltje zijn aangewezen als rijksmonument.

## Etymologie
De herkomst van de naam Eindenhout is niet geheel duidelijk, maar lijkt samen te hangen met de ligging aan de rand (‘einden’) van het historische bosgebied de Haarlemmerhout. In oudere bronnen verschijnt de naam ook als Endenhout.

## Geschiedenis

### 17e eeuw – Oorsprong
Rond 1630 bevond zich in dit deel van Haarlem een huis naast herberg Het Dronckenhuisje. In 1655 werd in het verlengde van dit huisje de Spanjaardslaan aangelegd. Tot 1685 werd het aangeduid als Het Nieuwe Dronckenhuisje.

### 18e eeuw – Lublink en Lans
In de transportakten van 1700–1746 wordt de naam Endenhout gebruikt en is het terrein in gebruik als hofstede.
In 1745 was de beruchte Amsterdamse belastingpachter Christoffel Lublink eigenaar. Tijdens het Pachtersoproer van juni 1748 zou zijn buitenplaats, dankzij een warm onthaal, zijn gespaard van plundering.
Tussen 1745 en 1775 werd het terrein vermoedelijk ontwikkeld met een herenhuis, tuinmanswoning, wagenhuis en stallen. In 1775 werd de hofstede, nu Eindenhout genoemd, samen met de herberg en omliggende landerijen, gelegen tot aan de Leidsevaart van elf morgen verkocht voor ƒ 27.100.
In 1787 volgde opnieuw een verkoop de hofstede, de verkoop werd aangeduid als een ‘restantdeel’, door Anna Maria Visscher. De reden voor deze term is onduidelijk, maar kan duiden op (gedeeltelijke) verwoesting van de hofstede.
In 1793 kwam het terrein, toen ongeveer 700 Amsterdamse roeden groot, in bezit van koopman en leerhandelaar George Gerard Lans, een filantroop met Verlichtingsidealen, ook wel de Gouden Lans genoemd. Hij liet de restanten afbreken en begon nog datzelfde jaar met de bouw van een nieuw buitenhuis. De eerste steen werd op 16 augustus 1793 gelegd door zijn kinderen Christiaan Ernst en Margaretha Catharina. Het huis werd gebouwd in neoclassicistische stijl, vermoedelijk naar ontwerp van architect Abraham van der Hart.

### 19e eeuw – Temmink en de adel
In 1802 werd Eindenhout verkocht aan Jacob Temmink (1748–1822), meer kassier van de Vereenigde Oostindische Compagnie (VOC). Hij verfraaide het landgoed, liet datzelfde jaar een theekoepel bouwen aan de Leidsevaart en verwierf twee marmeren sfinxen, vermoedelijk afkomstig van buitenplaats Velserbeek in Velsen-Zuid. Deze zijn mogelijk vervaardigd door beeldhouwer Ignatius van Logteren. De sfinxen flankeren nog altijd de trappartij aan de voorzijde. Het huis dankt zijn bijnaam  Huis met de Beelden aan het plaatsen van deze beelden door Temmink.
In 1818 verkocht Temmink het landgoed voor ƒ 45.000. Eindenhout kwam toen achtereenvolgens in bezit van adellijke families. Eerste eigenaar in deze reeks was Henri Theodore van Wijkerslooth van Grevenmachern (1780–1823), die het zomerverblijf naliet aan zijn zuster Maria Geertruida. In 1825 verwierf de invloedrijke familie Van Brienen het landgoed. Tot ver in de 20e eeuw werd Eindenhout door leden van dit geslacht gebruikt als woonhuis of zomerverblijf.
Telgen uit dit geslacht droegen over het algemeen openbare ambten zoals raadslid, burgemeester of kamerlid. Per generatie van de Van Brienen werd Eindehout wisselend als woonhuis of zomerverblijf benut. Van 1825 tot 1855 was bijvoorbeeld Arnold Willem van Brienen eigenaar.
In 1886 gaf men opdracht aan landschapsarchitect L.P. Zocher voor de bouw van twee zijvleugels.

### 20e eeuw – Van Odyck, verval en restauratie
In 1915 liet de toenmalige eigenaar H.A. van Odyck een neoclassicistisch tempeltje bouwen naar voorbeeld van de Tempio di Diana in de tuin van de Villa Pallavicini in Pegli bij Genua. De firma Rooker & Achterberg plaatste het tempeltje met kunststenen tuinbanken, geflankeerd door afgietsels van de sfinxen. In 1947 wordt het huis verkocht aan internist J. Hoge. Zijn voornemen was om op het perceel een ziekenhuis te bouwen. Dat ging niet door en het verval van het landgoed zonder bestemming sloeg toe. Zo stortte in 1948 het dak van het tempeltje in.
In 1962 werd het landgoed verkocht aan de gemeente Haarlem, die een politiemanege op het terrein aanlegde. De rest van het landgoed raakte verder verwaarloosd en verwilderde. Op 27 november 1969 werd het Huis Eindenhout opgenomen als rijksmonument. In 1972 verwierf antiquair H.F. Bill het voor ƒ 125.000 het pand. Van 1973 tot 1977 werd het huis gerestaureerd en verbouwd. Hierbij werden de 35 vertrekken in het pand in acht appartementen opgesplitst en werd het in de kleuren grijsgroen en roze geschilderd. In de de jaren '80 werd het verwilderde terrein aangewezen als vogelreservaat. Op 23 november 1999 werd ook het tuinkoepeltje aangewezen tot rijksmonument.

### 21e eeuw – restauratie door Stadsherstel
In 2018 verwierf Stadsherstel Amsterdam Huis Eindenhout, nadat de vorige eigenaar Bill, het pand via zijn testament met korting aanbood. Bill had in de jaren ’70 het pand omgevormd tot appartementen, waarbij hij het pand in een oudroze en groene kleurstelling liet schilderen, in de veronderstelling dat dit de originele kleuren waren.  
Voorafgaand aan restauratie liet Stadsherstel een kleurhistorisch onderzoek uitvoeren. Hieruit bleek dat de opvallende roze kleur niet origineel was. Door het afkrabben van verf op de voorgevel werden ongeveer 50 oude verflagen onderscheiden, waaruit bleek dat de oorspronkelijke kleur een romig wit was. Deze ontdekking leidde tot het herstel van de oorspronkelijke kleurstelling, waardoor de gelijkenis met het nabijgelegen Paviljoen Welgelegen, eveneens ontworpen door architect Abraham van der Hart, nog duidelijker werd. 
De uitgebreide restauratie werd voor Stadsherstel uitgevoerd door restauratiespecialist Schakel & Schrale. De werkzaamheden, die begonnen in oktober 2020 en afgerond werden in maart 2021, omvatten onder andere het herstel van de houten gevelbekleding, het dak, hardstenen trappen en bordessen, metsel- en stucwerk, en het verbeteren van de brandwerendheid van de daken. 
In de tuin van Huis Eindenhout bevindt zich een rond tempeltje, een folly uit 1915, met Ionische zuilen en twee sfinxen. Het koepeldak van dit tempeltje was in 1948 ingestort en het bouwwerk verkeerde in bouwvallige staat. In samenwerking met de gemeente Haarlem en restauratiebedrijf Rescura heeft Stadsherstel het tempeltje in 2009 gerestaureerd. De gecorrodeerde betonnen elementen werden vervangen en de ornamenten hersteld. In plaats van het oorspronkelijke dak, waarvan de exacte vorm onbekend was, werd een stalen frame geplaatst dat de oorspronkelijke vorm suggereert. Het gerestaureerde tempeltje werd onthuld door Harry Mulisch en werd geadopteerd door de nabijgelegen scholengemeenschap Sancta Maria voor onderwijsdoeleinden.

## Beschrijving Huis Eindenhout
Huis Eindenhout is gebouwd in neoclassicistische stijl en heeft een monumentale voorgevel met een middenrisaliet. De portiek bestaat uit vier kolossale Corinthische zuilen met composiete kapitelen, die een fronton dragen. Opvallend is dat de gevels niet gepleisterd zijn, maar met houten bekleding zijn afgewerkt waarin groeven zijn uitgespaard, om de illusie van natuursteen te wekken. Aan de voorzijde leiden trappen naar het portiek, geflankeerd door de twee genoemde sfinxen.

## Natuurgebied
Het omliggende terrein van Eindenhout is deels ingericht als natuurgebied. Sinds de jaren 1980 heeft de verwildering van het gebied geleid tot de ontwikkeling van een vogelreservaat. Hierdoor fungeert Eindenhout niet alleen als cultureel erfgoed, maar ook als ecologisch waardevol gebied binnen de stad Haarlem.